# Wyeth Heights
Wyeth Heights är en kulle i Antarktis. Den ligger i Östantarktis. Argentina och Storbritannien gör anspråk på området. Toppen på Wyeth Heights är 1 335 meter över havet.
Terrängen runt Wyeth Heights är kuperad västerut, men österut är den platt. Trakten är obefolkad. Det finns inga samhällen i närheten.